# Otto Haesler
Otto Haesler, född 13 juni 1880, död 2 april 1962, var en tysk arkitekt.
Otto Haesler var en av de ledande tyska funktionalisterna; han var föregångsman för en vetenskaplig analys av bostadsplanens och de olika rummens funktioner och behövliga mått. Haesler utförde omkring 1930 ett flertal experimentalanläggningar, bland annat i Celle.